# 維斯卡納山
13°39′35″S 70°41′59″W / 13.65972°S 70.69972°W
維斯卡納山（Huiscana），是秘魯的山峰，位於該國東南部庫斯科大區和普諾大區，由卡曼蒂區和奧利亞切阿區負責管轄，屬於韋爾卡努塔山脈的一部分，海拔高度約4,900米。